# Libacija
Libacija je ritualno zalivanje tekočine (npr. mleka ali druge tekočine, kot je koruzna moka, pomešana z vodo) ali zrnja, kot je riž, kot daritev bogu ali duhu ali v spomin na mrtve. Bila je pogosta v mnogih antičnih religijah in se danes še vedno uporablja v nekaterih kulturah.
Za libacijo so bile uporabljene različne snovi, najpogosteje vino, oljčno olje ali urin, v Indiji pa ghee. Posoda uporabljena v ritualu, vključno patera, je pogosto imela pomembno obliko, ki jo je ločila od vsakdanjih posod. Libacijo bi lahko vlili v nekaj religiozno pomembnega, kot je oltar, ali v zemljo.
V vzhodni Aziji, kjer zlivajo riž v tekoči potok, simbolizira nepodporo karme in slabe energije.

## Verske prakse

### Zgodovinske

#### Stari Egipt
Libacija je bila del starodavne egipčanske družbe, kjer so s pijačo častili in prosili različna božanstva, svete prednike, prisotne in brez navzočih ljudi, pa tudi okolje. Libacija naj bi nastala nekje v zgornji dolini Nila in se razširila na druge regije Afrike in sveta. Po besedah Ayi Kwei Armaha »ta legenda pojasnjuje vzpon navade, najdene povsod na afriškem kontinentu: libacija, zlivanje alkohola ali drugih pijač kot daritev prednikom in božanstvom.« 

#### Antični Izrael
Libacije so bile del starodavnega judovstva in so omenjene v Svetem pismu:
 Jakob je na kraju, kjer je govoril z njim, postavil spomenik, kamnit spomenik. Izlil je nanj pitno daritev in ga oblil z oljem.— Geneza 35:14

#### Antična Grčija
Libacija je bila osrednji in življenjski vidik antične grške religije in ena najpreprostejših in najpogostejših oblik verske prakse. Je eno od temeljnih verskih dejanj, ki opredeljujejo pobožnost v starodavni Grčiji, ki sega v bronasto dobo in celo v prazgodovinsko Grčijo. Libacije so bile del vsakdanjega življenja in pobožni jih lahko izvajajo vsak dan zjutraj in zvečer, pa tudi pred začetkom obrokov . Libacija je bila najpogosteje sestavljena iz mešanice vina in vode, lahko pa je tudi samo vina, medu, olja, vode ali mleka.
Oblika libacije, imenovane spondē, je običajno ritualno prelivanje vina iz vrča ali sklede v roki. Najpogostejši ritual je bilo izlivanje tekočine iz oinohoeja v patero, plitvo skledo, namenjeno za ta namen. Ko se je vino izlivalo iz patere, je preostanek vsebine popil darovalec. Libacija se izlije vsakič ko se pije vino, praksa, ki je zabeležena že pred homersko epiko. Etiketa simpozija je zahtevala, da ko je bila vročena prva posoda (krater) vina, je bila izvedena libacija Zevsu in olimpskim bogovom. Heroji so prejeli libacijo iz drugega kraterja in tretja »Zeus Teleios«, naj bi bila zadnja. Druga možnost je bila ponuditi libacijo prve sklede Agatodemonu (duh (demon) vinogradov) in iz tretje sklede Hermesu. Posameznik na simpoziju bi lahko daroval k Bogu po svoji izbiri.
Libacija je na splošno spremljala molitev. Grki so stali, ko so molili, bodisi z vzdignjenimi rokami bodisi aktom libacije z desno roko, ki je bila razširjena, da je držala patero.
Pri žrtvovanju živali so vino vlili na žrtev kot del ritualnega zakola in priprave, nato pa na pepel in v ogenj. Ta scena je često prikazana v grški umetnosti in pogosto kaže žrtve ali bogove, ki sami držijo patero.
Grški glagol spendō (σπένδω), "zlivati libacijo" tudi "skleniti pakt", izhaja iz indoevropskega korena *spend-, »darovati, opraviti obred in se izvede z ritualnim dejanjem«. Samostalnik je spondē ali spondai, 'libacija'. V srednjem glasu pomeni glagol 'skleniti sporazum' v smislu, da so bogovi pozvani k akciji. Krvna žrtev je bila izvedena ob začetku vojne; spondai označuje zaključek sovražnosti in se pogosto uporablja v smislu 'premirja, pogodbe'. Formula »Mi polis smo naredili libacijo« je bila izjava o miru ali 'preskusu Boga', kar je bilo opaziti tudi, ko so se razne mestne države združile za panhelenske igre, olimpijske igre ali festival Elevzinskih misterijev.
Libacije, ki so se zalivale na zemljo, so bile namenjene mrtvim in htoničnm bogovom. V knjigi mrtvih v Odiseji, Odisej skoplje daritveno jamo, okoli katere zliva med, vino in voda. Za obliko libacije, ki se imenuje choē (iz IE *gheu-, grško cheuma, χεῦμα, 'tisto, kar se vlije'), se večja posoda izprazni na tla za htonične bogove, ki lahko dobijo tudi spondai. Heroji, ki so postali nesmrtni, so lahko prejeli krvne libacije, če so sodelovali v krvavi vojni, kot na primer v Brazida Špartanca. V obredih za mrtve na njihovih grobovih, je libacija vključevala mleko in med.
Sofoklej daje enega najbolj podrobnih opisov libacije v grški literaturi v igri Ojdip na Kolonu, opravljenem kot očiščenje v nasadu Erinij:
Prvič, voda je iz svežega izvira; kotli, ki stojijo v svetišču, so oblečeni z volno in napolnjeni z vodo in medom; obrnjen proti vzhodu, obrnjen proti vzhodu, žrtev naslanja posode proti zahodu; oljčne veje, ki jih drži v roki, zdaj spušča na tla na kraju, kjer je zemlja namočena zaradi libacije; in s tiho molitvijo zapusti, ne gleda nazaj.

#### Antični Rim
Beseda libacija izhaja iz latinščine libatio, nalivanje, iz glagola libare, 'okusiti, požirati, izlivati, izvajati libacijo' (indoevropski koren *leib-). V antični rimski religiji je bila libacija čaščenje v obliki tekoče daritve, najpogosteje vina in parfumiranih olj. Rimski bog Liber Pater (oče Liber) (kasneje identificiran z grškim Dionizom ali rimskim Bakhusom) je bil božanstvo libamina in liba, žrtvovane torte zmešale z medom.
V rimski umetnosti se prikazuje libacijo na oltarju, menza (oltarna miza) ali trinožniku. To je bila najpreprostejša oblika žrtvovanja in bi bila lahko zadostna daritev sama. Uvodni obred (praefatio) živalske žrtve je bilo kadilo in libacija z vinom na goreči oltar. Pogosto so upodobljeni cesarji in božanstva, zlasti na kovancih, ki izlivajo libacijo . Prizorišča libacije navadno pomenijo kakovost pietas, verske dolžnosti ali spoštovanja.
Libacija je bila del rimskih pogrebnih obredov in je bila lahko edino darovanje na skromnih pogrebih. Libacije so se zlivale v obredih za mrtve, nekatere grobnice so bile opremljene s cevmi, skozi katere bi lahko daritev usmerili v podzemlje.
Mleko je bilo neobičajno v Rimu, vendar je bilo redno darovano nekaterim božanstvom, zlasti tistim arhaične narave ali tistim, za katere je bilo naravno dopolnilo, kot je Rumina, boginja rojstva in otrok, ki je pospeševala tok materinega mleka in Cunina, skrbnica zibelke. Darovali so ga tudi Mercurius Sobrius (Merkurju), katerega kult je bil potrjen v rimski Afriki in ga je morda afriška skupnost uvozila v Rim. [30

### Afrika
V afriških kulturah, afriške tradicionalni religiji ritual je obred libacije bistvena tradicija in način dajanja poklona prednikom. Predniki niso samo spoštovani pri teh kulturah ampak vabljeni k sodelovanju v vseh javnih funkcij (so torej kot bogovi in Bog). Molitev je darovana v obliki libacije, ko kličejo prednike, da se je udeležijo. Ritual opravi starešina. Čeprav se lahko uporablja voda, se običajno uporablja tradicionalno vino (npr. palmovo vino). V regiji Volta v Gani, je voda za libacijo mešana s koruzno moko.
Libacija je splošno priznana za pavzo med znamenito plesno predstavo Agbekor, obredni ples, ki se izvaja v zahodnoafriški kulturi. Prav tako se daruje med tradicionalno poroko, ko se rodi otrok in ob pogrebu. Tradicionalna so praznovanja, kot sta Asafotu in Homowo Ga Adangbe ljudstva v Gani in Togu. Tudi med ustoličenjem kralja, kraljice se izvaja libacija.

### Amerike
V kulturah Kečua in Ajmara v južnoameriških Andih je običaj, da zlijejo majhno količino svoje pijače po tleh preden pijejo, kot daritev Pachamami ali materi Zemlji. To velja zlasti pri pitju čiče, alkoholne pijače, ki je edinstvena za ta del sveta. Ritual libacije se običajno imenuje challaha in je pogost, običajno pred obroki in med praznovanji.

### Azija

#### Hinduizem
V hinduizmu se ritual darovanja imenuje Tarpana in se izvaja v času Pitru Paksha (16. dan v hindujskem koledarju, ko se Hindujci poklonijo svojim prednikom), ki pade v Bhadrapada, mesec hindujskega koledarja (sept-okt).
V Indiji in Nepalu se Šivi (tudi Višnuju in drugim božanstvom) ob obisku templja daruje z vodo, mlekom, jogurtom, ghee, medom in sladkorjem.

#### Kitajska
V kitajskih običajih se riž ali čaj vlije pred oltarjem ali nagrobnikom vodoravno od desne proti levi z obema rokama kot daritev bogovom in v čast pokojnika. Dar je običajno na oltarju nekaj časa, preden se daruje kot libacija. V bolj kompleksnih slovesnostih, ko častijo božanstva, se lahko libacija opravi nad žganjem papirja; za pokojnika se zlije na tla vino.

#### Japonska
V šintoizmu se libacija in darovanje pijače imenuje Miki (神 酒), dob. 'liker bogov'. Ob slovesnosti v svetišču se običajno opravi z riževim vinom (sake)jem, toda v domačem svetišču lahko s svežo vodo, ki jo je mogoče zamenjati vsako jutro. Servira se v belem porcelanu ali kovinski skodelici brez dekoracije.

### Sibirski šamanizem
Šamanizem med sibirskimi ljudstvi kaže na veliko raznolikost, značilno za šamanizem na splošno [41]. Med več narodi v bližini Altaja, mora nov šamanov boben iti skozi poseben ritual. To se šteje kot »oživljanje bobna«: drevo in jelen, ki sta dala les in kožo za nov boben, celo življenje, sta obljubila šamanu, da mu bosta služila. Ritual je libacija: pivo se vlije na kožo, boben in materiali oživijo. Poleg tega šaman pri Tubalarjih posnema glas živali in njegovo vedenje.